# 門崎允昭
門崎 允昭（かどさき まさあき、1938年 - ）は、日本の動物学者。農学博士（北海道大学）。ヒグマ研究で知られる。

## 人物
1938年生まれ。帯広畜産大学大学院修士課程修了、その後、北海道開拓記念館に勤務し野生動物の研究を行い、北海道開拓記念館を退職後に北海道野生動物研究所を設立。獣医学修士、農学博士（北海道大学）（1981年[昭和56年6月30日]：鳥類の肺及び気嚢の形態並びに機能に関する研究）。1991年、森林野生動物研究会（旧野兎研究会）常任理事。北海道野生動物研究所所長、 日本熊森協会顧問。

## 著書
- 犬飼哲夫,  門崎允昭 (1987). ヒグマ : 北海道の自然. 北海道新聞社. ISBN 4893631594. NCID BN0177303X
- 門崎允昭, 犬飼哲夫 (1993). ヒグマ : 北海道の自然 (新版 ed.). 北海道新聞社. ISBN 4893636790. NCID BN08970786
- 門崎允昭 (1996). Dr.カドサキの実用鑑定野生動物痕跡学事典. 北海道出版企画センター. ISBN 4832896091. NCID BN15696571
- 門崎允昭,犬飼哲夫 (2000). ヒグマ (増補改訂版 ed.). 北海道新聞社. ISBN 4894531151. NCID BA49631360
- 門崎允昭 (2002). アイヌの矢毒トリカブト. 北海道出版企画センター. ISBN 4832802089. NCID BA61004927
- 門崎允昭 (2009). 野生動物調査痕跡学図鑑. 北海道出版企画センター. ISBN 9784832809147. NCID BB00001740
- 門崎允昭 (2016). アイヌ民族と羆 - 羆儀礼の起源と発展. 北海道出版企画センター.  ISBN 9784832816015
- 門崎允昭 (2019). 羆の実像 北海道出版企画センター ISBN 9784832819078
- 門崎允昭(2020). 北海道ヒグマ大全. 北海道新聞社. ISBN 9784894539846
- 門崎允昭(2023) 北海道のヒグマ問題. 北海道出発企画センター ISBN 978-4832823020

## 論文
- 国立情報学研究所収録論文 国立情報学研究所
- 門崎允昭 - 執筆論文目録[6]